# John Wintour Baldwin Barns
John Wintour Baldwin Barns (* 12. Mai 1912 in Bristol; † 23. Februar 1974) war ein englischer Ägyptologe.

## Leben
Nachdem er ein Stipendium erhalten hatte, wurde er an der Fairfield School, einer Independent School in Bristol, unterrichtet. Obwohl er sich schon seit der Entdeckung von Tutanchamuns Grab (KV62) im Jahr 1922 in jungen Jahren für Ägyptologie interessierte, ermutigte ihn sein Vater, Klassische Altertumswissenschaft (Classics) zu studieren. Er brachte sich selbst Altgriechisch bei, weil es dies an seiner Schule nicht als Unterrichtsfach gab. 
Im Alter von 17 Jahren immatrikulierte er sich an der Universität Bristol, um Klassische Altertumswissenschaften zu studieren. Er schloss 1932 mit einem Bachelor of Arts (BA) ab. Anschließend immatrikulierte er sich am Corpus Christi College in Oxford, um Literae Humaniores zu studieren. Er wurde 1933 für ein klassisches Stipendium ausgewählt. Er erreichte im April 1935 Auszeichnungen in Mods (d. H. Latein und Altgriechisch). Anschließend wandte er sich an Battiscombe Gunn, den Professor für Ägyptologie in Oxford, und fragte, ob er in der zweiten Hälfte seines Studiums Ägyptologie studieren könne. Er wurde von Gunn abgelehnt, da dieser es für zu früh in seinen akademischen Studien hielt, um auf das Thema einzugehen. Er setzte sein Classics-Studium fort und studierte Greats, das heißt römische und griechische Geschichte und Philosophie. Er schloss mit einem weiteren BA ab; Gemäß der Tradition wurde sein BA 1942 zum Master of Arts (MA Oxon) befördert.
Nach seinem zweiten Bachelor-Abschluss begann Barns, griechische Papyrologie bei C. H. Roberts zu studieren, um sich auf eine Promotion vorzubereiten. Sein Studium wurde durch den Zweiten Weltkrieg unterbrochen. Seine Doktorarbeit, die er 1946 einreichte, trug den Titel Der Charakter und die Verwendung von Anthologien unter den griechischen literarischen Papyri: zusammen mit einer Ausgabe einiger unveröffentlichter Papyri. 1947 schloss er seinen Doktor der Philosophie (DPhil) ab.
Während des Zweiten Weltkriegs arbeitete er im militärischen Nachrichtendienst. Zwischen 1940 und 1945 diente er in Bletchley Park. Er arbeitete in Hut 4 (Analyse der aus geknackten Enigma- und Hagelin-Nachrichten abgeleiteten Marine-Geheimdienste), Hut 5 (militärische Geheimdienste mit Schwerpunkt auf italienischen, spanischen und portugiesischen Chiffren) und Block A (Marine-Geheimdienste). Er erreichte den Rang eines Temporary Senior Assistant Officer.
1945, nach dem Ende des Zweiten Weltkriegs, kehrte Barns an die University of Oxford zurück, nachdem er zum Lady Wallis Budge Research Fellow für Ägyptologie am University College in Oxford ernannt worden war. Er arbeitete mit und wurde von Battiscombe Gunn (dem damaligen Professor für Ägyptologie) für die nächsten fünf Jahre betreut, bis Gunn 1950 starb. Er hielt weiterhin die Lady Wallis Budge Fellowship bis 1953. In dieser Zeit seiner Karriere arbeitete er mit einer Vielzahl von Originaltexten, die die meisten Stufen der ägyptischen Sprache abdeckten, von hieroglyphischen Stelen aus der zweiten Zwischenzeit bis zu koptischen Papyri aus der ptolemäischen Zeit.
Im Jahr 1953 wurde er zum Senior Lecturer in Papyrology ernannt. Dies bedeutete die Abkehr von der Ägyptologie, um an der Literae Humaniores-Fakultät Altgriechische Papyrologie zu lehren.  Er veröffentlichte in den nächsten Jahren eine Reihe zuvor nicht übersetzter Papyri, darunter einige von Ausgrabungen bei Oxyrynchus.
Am 1. Oktober 1965 wurde Barns als Nachfolger von Jaroslav Černý zum Professor für Ägyptologie an der University of Oxford ernannt. Er hatte das Amt bis zu seinem plötzlichen Tod 1974 inne.
In den 1950er Jahren interessierte sich Barns immer mehr für Theologie. Dies veranlasste ihn, eine Ordination anzustreben, und er bildete sich am St. Stephen’s House in Oxford, einem anglo-katholischen theologischen College, zum Priester aus. Er wurde 1955 in der Church of England zum Diakon und 1956 zum Priester geweiht. Es ist nicht bekannt, ob er religiöse Ämter innehatte, aber er hielt Predigten. Eine Reihe wurde nach seinem Tod in einem Buch mit dem Titel John Wintour Baldwin Barns: Priest and Scholar (1912–1974) veröffentlicht.

## Schriften (Auswahl)
- The Ashmolean ostracon of Sinuhe. Oxford 1952, OCLC 6259838.
- Five Ramesseum papyri. Oxford 1956, OCLC 879102411.
- The placing of papyrus fragments. Oslo 1961, OCLC 879141442.
- Egyptians and Greeks. Inaugural lecture delivered before the University of Oxford on 25 November 1966. Brüssel 1978, OCLC 310695327.